# Williwaw

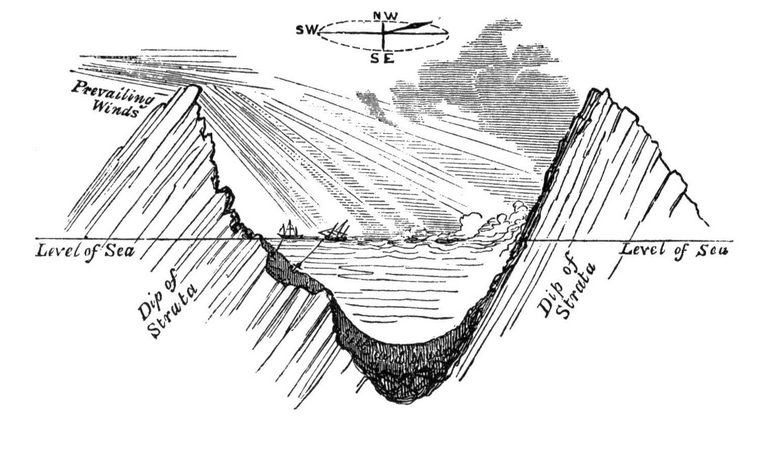
Los williwaws del Canal Grabriel, entre la Isla Grande de Tierra del Fuego (izquierda) e Isla Dawson (derecha). Diagrama de 1839.

En meteorología, un williwaw es una repentina ráfaga de viento que desciende de una costa montañosa hacia el mar. La palabra es de origen desconocido, y ya era utilizada primero por los marineros británicos en el siglo XIX. El uso aparece por los vientos en el estrecho de Magallanes, las islas Aleutianas y los fiordos costeros de la región noroccidental de Alaska, donde los términos outflow wind (viento saliente) y viento squamish (squamish wind) también se utilizan para el mismo fenómeno. En Groenlandia se utiliza la palabra piteraq.
Los williwaws se producen por el descenso del aire frío y denso desde las montañas costeras nevadas y los campos de hielo en las latitudes altas, acelerado por la fuerza de gravedad. Así, el williwaw se considera un tipo de viento catabático.
Es sumamente impredecible y por ello es temido por los marineros, porque puede causar daños a los barcos y hacerlos encallar.

## Experiencia del almirante Fitz Roy
El almirante británico Robert Fitz Roy en su Diario de viaje como comandante del HMS Beagle describe lo que son los williwaws y da recomendaciones de como evitarlos, recomendaciones valederas hasta nuestros días, comienzos del siglo XXI:

En la noche el tiempo se convirtió en algo más moderado, pero en la mañana del 31, el viento aumentó de nuevo a temporal, y hacia el mediodía, los williwaws eran tan violentos, que nuestro pequeño cúter, que se encontraba a la popa del buque, fue volcado, aunque no tenía ni siquiera un mástil colocado. La nave se escoraba, como si estuviera navegando con su velamen desplegado, todas las cosas sueltas eran lanzadas hacia sotavento con un estrépito general (no habíamos trincado para la mar, pues estábamos amarrados en esa pequeña ensenada), pero estas explosiones de las montañas pasaban tan rápidamente, que con una buena cantidad de cadena arriada, era forzada a trabajar al máximo antes que la ráfaga hubiese pasado. Como el temporal aumentaba, en la tarde, los masteleros fueron afirmados; y aun así, en las ráfagas, sus bases levantaban muchas hiladas cuando eran cogidos por la cuadra. En la noche continuaron en tan rápida sucesión, que si la calidad del fondo no hubiese sido tan buena y nuestras amarras a tierra tan fuertes, habríamos sido lanzados sobre las rocas.

(...) Estar a sotavento de tierras altas no es el mejor fondeadero en estas regiones. Cuando se encuentre un buen tenedero a barlovento de una altura, y tierras bajas a barlovento del fondeadero, suficientes para que la mar rompa, ese lugar es mucho más preferible, porque el viento es constante y no es devuelto por las alturas. El lado de sotavento de esas alturas es mucho peor que el lado oeste del peñón de Gibraltar cuando sopla el fortísimo Levante.
Robert Fitz Roy, Narraciones de los viajes del 'HMS Adventure' y 'HMS Beagle', volumen I, capítulo XXI, pág. 390 

En esa oportunidad Fitz Roy con el HMS Beagle se encontraba fondeado en un puerto de los canales fueguinos chilenos, los canales que forman las islas que quedan al oeste de la Tierra del Fuego y al sur del Estrecho.
En lo que respecta a Chile, estos vientos no son privativos del área del estrecho de Magallanes, sino que se presentan además en toda la zona de los canales patagónicos y de los canales que forman las islas que quedan al oeste de la Tierra del Fuego y al sur del Estrecho.

## En la cultura popular
La primera novela de Gore Vidal, Williwaw, de 1946, está basada en un barco en las islas Aleutianas que experimenta las características de los williwaw.
La novela del año 2000 Williwaw!, del escritor estadounidense Tom Bodett (n. en 1955), trata de dos niños que casi mueren en un williwaw.
En el episodio "Finish Line" de Deadliest Catch (una serie documental traducida en español como «Pesca Radical»), el buque Aleutian Ballad es golpeado por un williwaw, que daña el buque y lo vuelca de costado.